# Щербатєєв Яків Федорович
Щербатєєв Яків Федорович (1 січня 1945, Оратів, Вінницька область, УРСР — 2 січня 2024, Київ) — український соліст-вокаліст, тенор, професор кафедри теорії та методики постановки голосу Національного Педагогічного Університету імені М.П. Драгоманова, Заслужений артист України.

## Життєпис
Щербатєєв Яків Федорович народився 1 січня 1945 року в с. Оратів Оратівського району Вінницької області.
У 1989 році закінчив театральний університет імені І. Карпенка-Карого за спеціальністю "Організація та управління театральною справою".
У 1991 році закінчив Київську державну консерваторію імені П.І. Чайковського за спеціальністю "Сольний спів (тенор)" (Клас професора нар, арт,України С,Д, Козака).
З 1970 по 1985 рік - соліст Державної капели бандуристів України. У 1985 році отримав звання Заслуженого артиста України.
З 1985 по 1990 рік - соліст-вокаліст Ансамблю пісні і танцю Збройних сил України.
З 1991 року працював на посадах викладача, старшого викладача, доцента. З 2015 року - професор кафедри теорії та методики постановки голосу в НПУ імені М.П. Драгоманова.
Помер 2 січня 2024 року у віці 79 років внаслідок хвороби.

## Коло творчих інтересів
В репертуарі Якова Федоровича сольні концертні програми з творів західно-європейських, російських та українських композиторів-класиків, обробки українських народних пісень, твори сучасних композиторів. Гастролював у Югославії, Франції, Канаді, Мексиці, Аргентині, Німеччині, Угорщині, Італії та США. П'ять років працював за контрактом у групі солістів-вокалістів у ФРН.

## Коло наукових інтересів
Вокально-виконавча діяльність майбутніх учителів музики, художнє відтворення музичного образу у вокальних творах. Викладає курси: індивідуальні заняття з "Постановки голосу", "Вокал", "Практикум за кваліфікацією".
Під творчим керівництвом Щербатєєва Я.Ф. студенти О.Білошапка, В.Коршик, Л.Мичак, О.Лозбін, А.Маслаков, І.Борко багаторазово ставали лауреатами міжнародних та всеукраїнських конкурсів.

## Основні наукові праці
- "Методичні рекомендації з курсу постановки голосу майбутніх учителів музики", 2011р.
- Компакт-диски з вокальних творів світової класики для вокальної підготовки майбутніх вчителів музики "Згадаймо ті літа", 2015 р.
- Компакт-диски "На згадку рідним та друзям", 2017 р.